# Oporowo (powiat szamotulski)
Oporowo – osada w Polsce położona w województwie wielkopolskim, w powiecie szamotulskim, w gminie Ostroróg, w odległości ok. 4,5 km od Ostroroga. Siedziba sołectwa.
Osada ma charakter zwarty i zajmuje powierzchnię około 563 ha (w tym tereny zabudowane około 11 ha), zlokalizowana jest przy drogach powiatowych nr 1850 (Dobrojewo – Obrowo) oraz 1851 (Oporowo – Bobulczyn).

## Historia

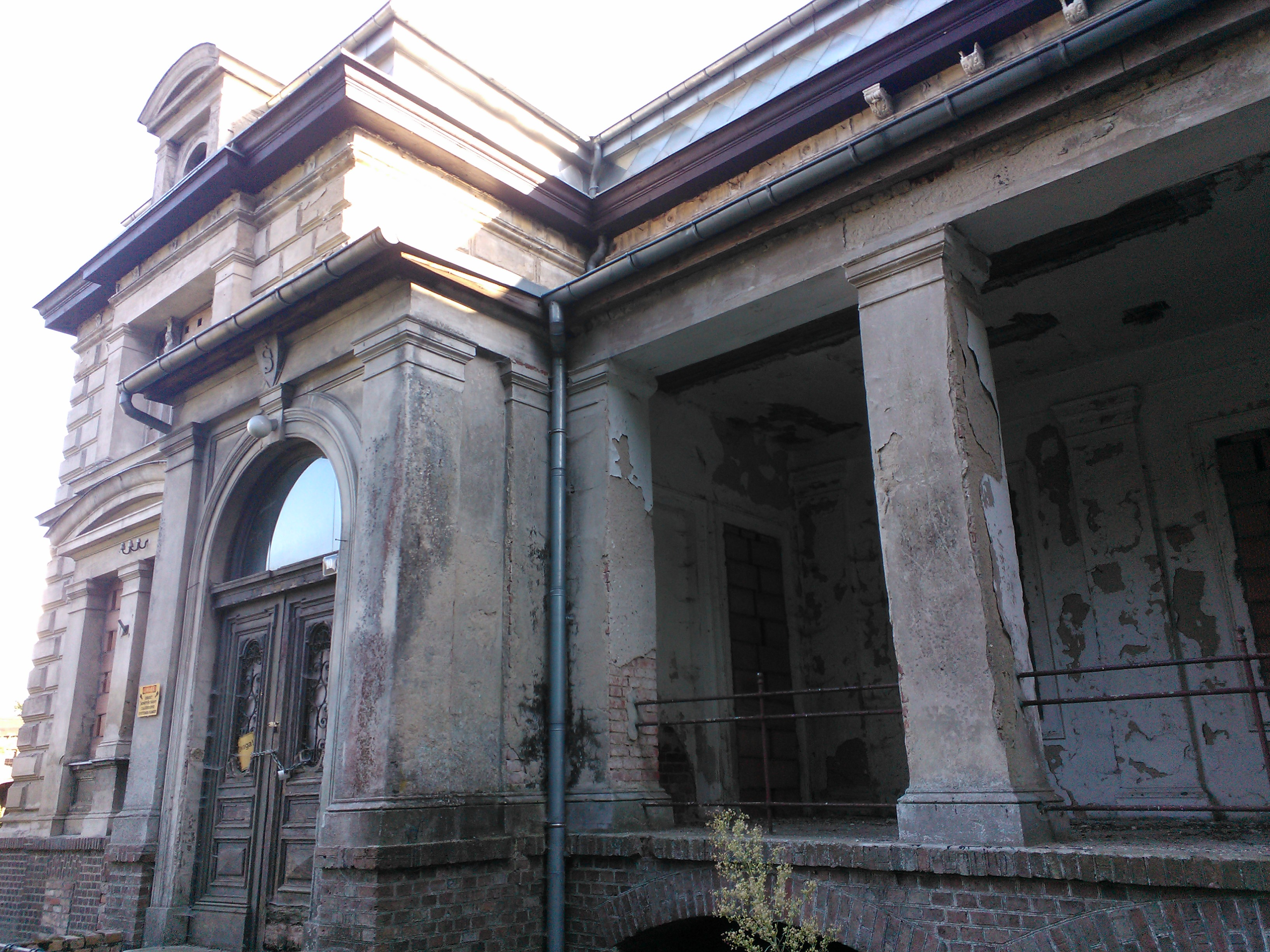
Pałac w Oporowie

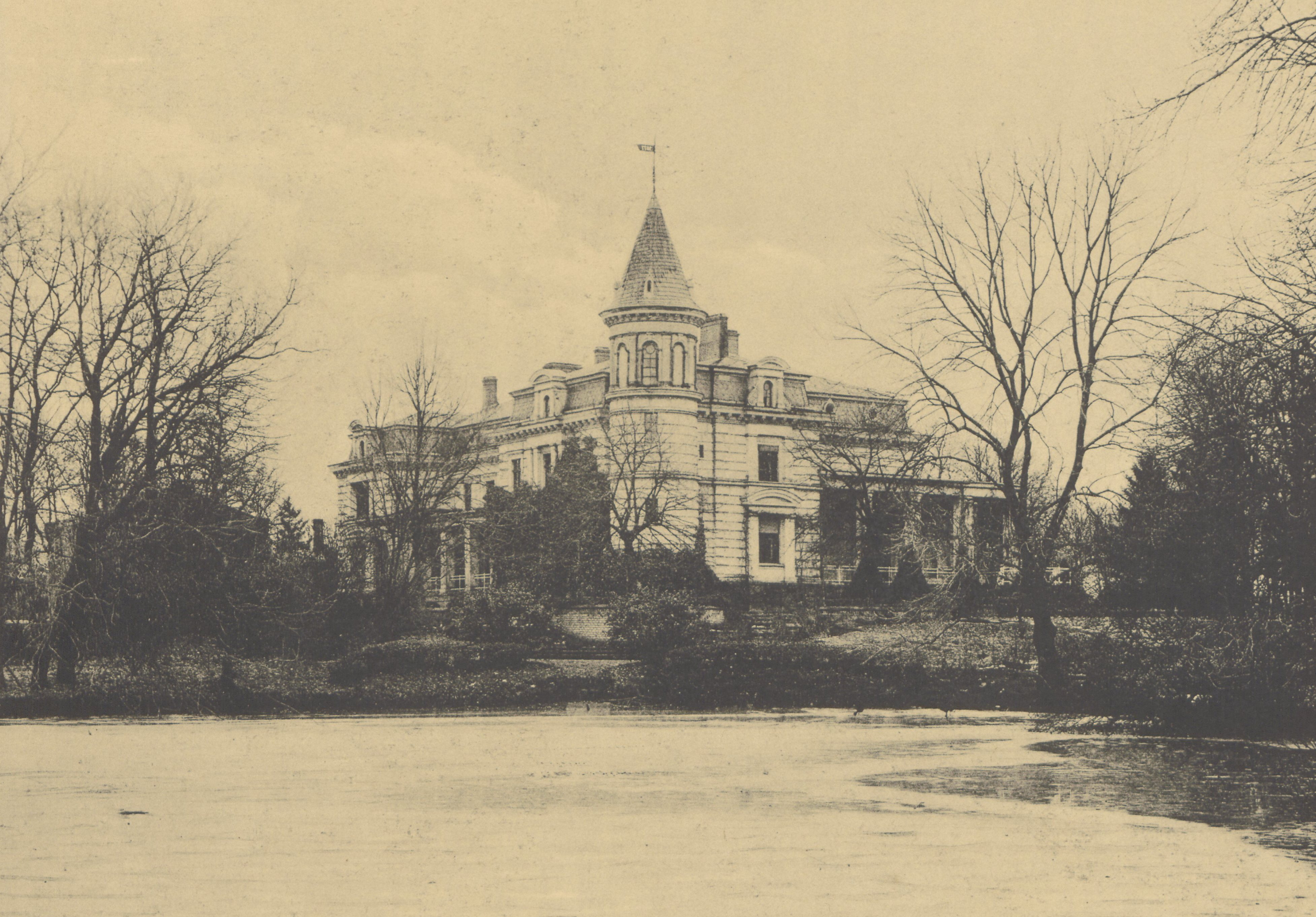
Widok pałacu przed 1912

Pierwsza wzmianka o wsi Oporowo pochodzi z 1388 roku (własność szlachecka pani z Oporowa i Jana z Nowej Wsi). W tym czasie wieś występuje pod nazwą Oporovo podobnie jak 1397. Z kolei w 1404 występuje jako Opporowo. W latach 1393 do 1418 roku źródła podają Tomisława z Oporowa jako właściciela, w 1426 Szczepana z Oporowa, w latach 1449–1451 Mikołaja Oporowskiego z Oporowa i jego żonie Elżbiecie. W latach 1450–1469 jako właściciele Oporowa wymieniani są – Akrembold z Oporowa, jego dzieci Andrzej Oporowski i Barbara Oporowska (żona Michała), a w 1466 roku Dobrogost Oporowski i jego żona Jadwiga, tenże w 1466 roku sprzedał 1/3 Oporowa Piotrowi Słopanowskiemu. W roku 1491 Piotr Słopanowski zapisuje synowi Wawrzyńcowi 1/3 Oporowa. W latach 1471–1483 ponownie pojawia się Mikołaj Oporowski i jego żona Elżbieta, którzy 1/3 Oporowa zapisują córką Dorocie i Katarzynie. W latach W 1487 Katarzyna, córka Mikołaja i Elżbiety (żona Andrzeja Czerniewskiego) sprzedaje swą część posagu siostrze Dorocie (żonie Jana Gajewskiego). W tym samym roku Katarzyna zapisuje w przypadku swej śmierci Oporowo swoim córką Katarzynie, Annie, Barbarze i Elżbiecie. W 1492 roku Barbara Oporowska (żona Michała, córka Akrembolda) sprzedaje 1/3 Oporowa Janowi Chraplewskiemu, który z kolei w 1494 sprzedał tę część Wojciechowi Pierwoszewskiemu (mężowi Doroty). Pierwoszewski w 1506 roku odkupuje od swych pasierbic Elżbiety, Barbary, Anny i Katarzyny 1/3 Oporowa, a w 1506 roku zapisuje swej drugiej żonie Dorocie Rogaczewskiej 1/2 Oporowa. W latach 1507–1539 właścicielem Oporowa był Feliks, syn Wojciecha Pierwoszewskiego. W 1591 roku bracia Piotr, Szczęsny i Marcin dzielą 3/4 Oporowa pomiędzy siebie, 1/4 należy natomiast do Skrzydlewskiego. W XVIII wieku wieś należała do Kalkrentów, od których w 1774 roku nabył ją Adam Kwilecki. W rękach rodziny Kwileckich wieś pozostawała, aż do wybuchu II wojny światowej w 1939 roku. Pierwotnie przez kilkadziesiąt lat Oporowo było jedynie folwarkiem majątku Kwileckich w Dobrojewie. Adam Kwilecki, a później jego córka Aniela z mężem Klemensem rezydowali w Dobrojewie. Oporowo po śmierci Anieli otrzymał w spadku jej syn – Hektor, który z kolei na stałe przebywał w Malińcu. Potem Oporowo otrzymał jego syn Mieczysław, który obrał sobie tę wieś za siedzibę i mieszkał w niej około 60 lat. Mieczysław poślubił Marię Mańkowską w 1857 roku i zamieszkali na stałe w Oporowie. We wsi znajdował się niewielki dwór z 1855 roku przeznaczony na potrzeby urzędnika. Mieczysław polecił znanemu architektowi Zygmuntowi Gorgolewskiemu rozbudowę pałacu. Pałac został wzniesiony w latach 1877–1878. Pierwotnie do Oporowa należał folwark w Bobulczynie, następnie Mieczysław dokupił od rodziny również Kluczewo. W 1880 roku wieś liczyła 62 mieszkańców (33 katolików i 29 protestantów). Natomiast dominium liczyło 278 mieszkańców i 15 domów. Wliczając w to Bobulczyn który należał do Oporowa wartości te wynosiły odpowiednio 391 mieszkańców oraz 22 domy. W tym samym roku obszar gospodarstwa wliczając Bobulczyn i Zapust wynosił blisko 760 ha. Po śmierci Mieczysława 1918 roku Oporowo otrzymał w spadku jego wnuk Dobiesław – ostatni właściciel Oporowa. Dobiesław był również właścicielem rodowitego Kwilcza. W 1939 roku musiał upuścić majątek, został zesłany w głąb Rosji, gdzie zmarł w 1942 roku. Największy okres w rozwoju Oporowa przypada na okres od II połowy XIX wieku do wybuchu II wojny światowej. Mieczysław Kwilecki, który jako pierwszy z rodu Kwileckich obrał sobie Oporowo za siedzibę należał do najwybitniejszych działaczy ówczesnej Wielkopolski. Przyczynił się do założenia „Dziennika Poznańskiego”, z jego inicjatywy powstał również Bank Kwilecki, Potocki i Spółka. W 1863 roku był więziony za udział w sprawach powstania. Był patriotą i jako członek Izby Panów w Prusach oraz wiceprezes Polskiego Koła Posłów w Berlinie zawsze bronił polskich interesów. Ponadto był Prezesem Towarzystwa Pomocy Naukowej, które zajmowało się nauczaniem biednej młodzieży. Należał do wielu innych organizacji, był też jednym z inicjatorów zbudowania szamotulskiej cukrowni i wronieckiej mączkarni. Mieczysław Kwilecki był także jednym z fundatorów poznańskiego Teatru Polskiego. Jako ziemianin początkowo posiadał Oporowo i Bobulczyn, następnie dokupił Kluczewo. Kupił również Grodziec, a po śmierci brata Władysława odziedziczył Gosławice z Malińcem. Po śmierci drugiego brata odziedziczył Siedlnicę, a po śmierci wuja Arsena również Kwilcz. Mimo tak rozległego majątku i znaczniejszych niż Oporowo dworów Mieczysław postanowił w nim pozostać. Był bardzo dobrym gospodarzem, jako jeden z pierwszych zwiększył wydajność pól stosując nawozy sztuczne oraz drenaż. W Oporowie prowadził bardzo znaną owczarnię, hodował w niej owce rasy Negretti, a później Rambouillety. Za swoje owce otrzymał wiele prestiżowych nagród między innymi na wystawach w Berlinie, Moskwie, Wiedniu, a także Buenos Aires. Oporowo za czasów Mieczysława Kwileckiego przeżywało nie tylko gospodarczy, ale również kulturalny rozkwit.Na zaproszenie Marii Kwileckiej gościli w nim między innymi malarze Julian Fałat, i Marceli Krajewski (wielokrotnie), a w 1890 Ignacy Jan Paderewski, wtedy młody kompozytor. W 1918 roku po śmierci Mieczysława Oporowo objął jego wnuk Dobiesław. W międzyczasie sprzedano folwark w Kluczewie, ale i tak majątek Oporowski był imponujący 962 ha ziemi oraz 704 ha lasów koło Wielonka. Po II wojnie światowej w Oporowie utworzono państwowe gospodarstwo rolne, z czasem zakład Kombinatu PGR w Gałowie. Gospodarstwo zostało zlikwidowane na początku lat 90.

## Zabytki
Zespół dworski i folwarczny

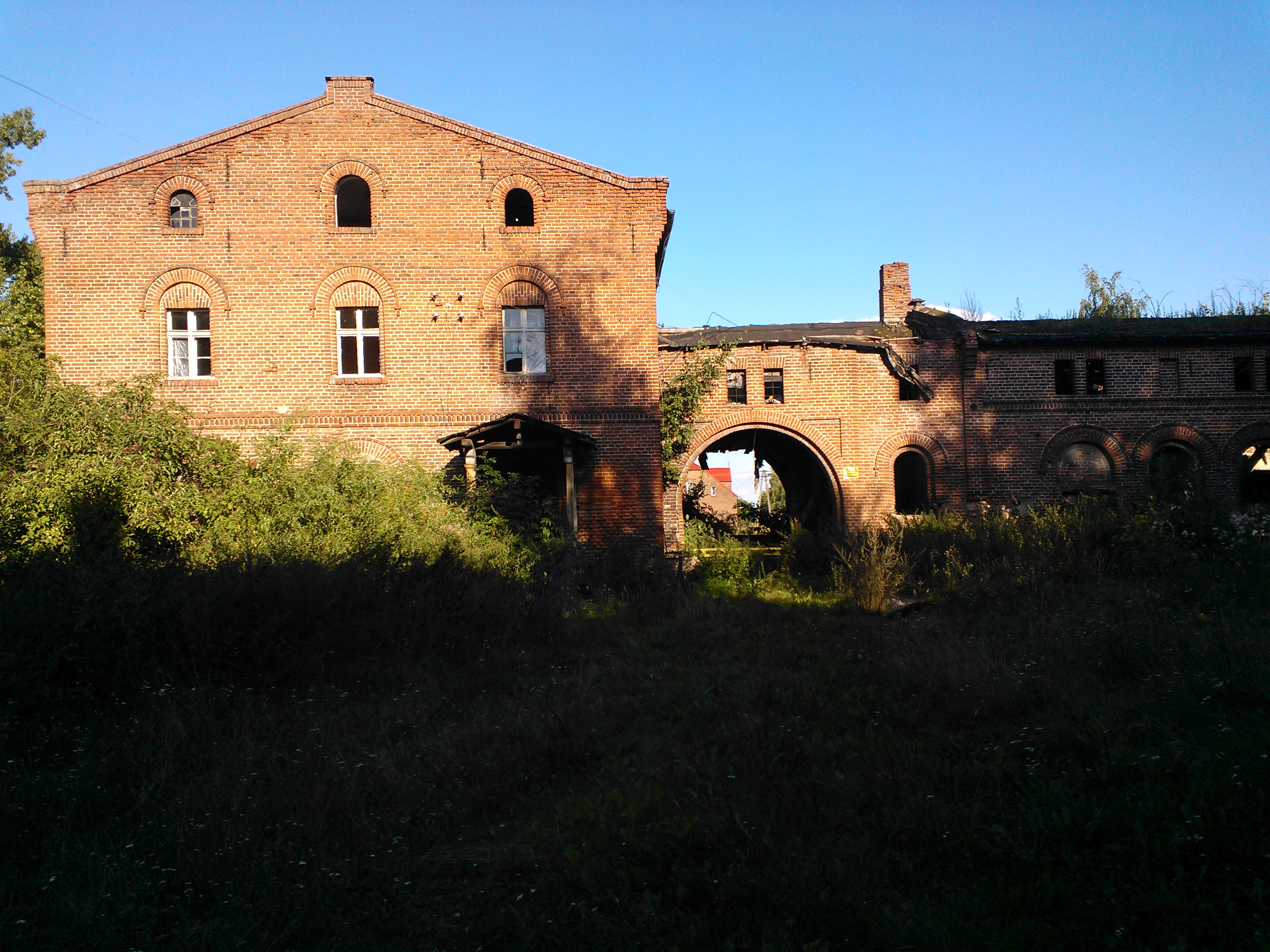
Stajnia i budynek gospodarczy przy pałacu w Oporowie

W zachodniej części wsi znajduje się XIX wieczny zespół pałacowy wraz z folwarkiem.
Zespół pałacowy
Na zespół pałacowy składa się pałac z 1855 (przebudowany w 1878 roku), park dworski z II połowy XIX wieku, stajnia z bramą z początku XIX wieku oraz oficyna z 1880 roku.
Pałac (nr rej.: 1431/A z 11.04.1973)
Pałac został wybudowany w 1855 roku jako niewielki parterowy budynek i przebudowany staraniami właściciela Mieczysława Kwileckiego w latach 1877–1878. Nową bryłę pałacu zaprojektował w stylu eklektycznym znany architekt, wykładowca na akademii w Berlinie – Zygmunt Gorgolewski. Pałac został rozbudowany, od północnego – zachodu dobudowano wieżę (na wieży sygnaturka z datą 1877). Nad głównym wejściem znajduje się herb Kwileckich – Szreniawa, a na elewacji tylnej płyta z płaskorzeźbą odnoszącą się do sztuki antycznej. Motyw antyczny został też przedstawiony na dwóch medalionach na frontowej elewacji, przedstawiono na nich personifikację dnia i nocy. Medaliony i płytę wykonał prawdopodobnie Antoni Krzyżanowski z Poznania. Pałac jest piętrowy, z poddaszem i wysoko podpiwniczony, zbudowany na planie trzech połączonych prostokątów. W piwnicy znajdowały się pomieszczenia kuchenne i magazynowe, na parterze izby reprezentacyjne, a na pierwszym piętrze pokoje mieszkalne, gościnne i pomieszczenia dla służby (te znajdowały się również na poddaszu). Od zachodu na zewnątrz znajduje się galeria (ganek) przykryta płaskim dachem na czterech filarach oraz taras z wyjściem do parku. Powierzchnia pałacu wynosi około 1000 m². Obecnie pałac podobnie jak stajnia i budynek gospodarczy znajdują się pod zarządem Agencji Nieruchomości Rolnych Skarbu Państwa i są nieużytkowane. Wcześniej w pałacu mieściła się szkoła podstawowa, kaplica, biura PGR nieco później także biura prywatnego przedsiębiorstwa. W dniu strażaka 4 maja 2007 roku na poddaszu pałacu wybuchł ogromny pożar. W akcji ratowniczej brało udział 30 zastępów straży pożarnej, gaszenie trwało do rana dnia następnego, a wyniku tego zdarzenia, został dach, strop trzeciej kondygnacji, a wszystkie pozostałe zostały zalane wodą. Dach został odbudowany przez ANR, okna pałacu zamurowane, a teren ogrodzony.
Park (nr rej: 2152/A z 27.04.1988)
Pałac został usytuowany w centrum parku krajobrazowego co najmniej z końca XVIII w. o powierzchni prawie 7 ha, na terenie którego znajdują się trzy stawy (o powierzchni 0,5 ha). W parku wiele okazów drzew: sosny (m.in. o obwodzie 275 cm), topole (m.in. topola czarna o obwodzie 372 cm), wiązy (m.in. o obwodach 306, 268 i 229 cm), dęby (m.in. o obwodzie 339 cm), graby (m.in. o obwodzie 268 cm), robinie (m.in. o obwodzie 345 cm), jesiony (m.in. o obwodach 411, 410 i 355 cm), lipy (m.in. o obwodach 318, 309 i 253 cm), natomiast gatunki dominujące to akacje, graby, kasztanowce, jesiony oraz głogi. W północnej części, na skraju parku znajduje się budynek dawnej lodowni.
Stajnia z bramą oraz oficyna (nr rej.: 2648 z 15.07.1998)
Przed pałacem, na początku XIX wieku została zbudowana stajnia wraz z bramą wjazdową. Budynki wybudowano z czerwonej cegły. Stajnia zlokalizowana jest w odległości około 25 metrów od pałacu, parterowa z użytkowym poddaszem. Na wschodnie ścianie znajduje się kamienna głowa konia. Stajnia, jak i brama obecnie w złym stanie, częściowo rozebrana. Oficyna – budynek gospodarczy połączony ze stajnią bramą, zbudowana w 1880 roku, piętrowa, z dwuspadowym dachem krytym papą. Pierwotnie mieściły się w niej mieszkania służby, pralnia oraz kuchnia. Do niedawna w budynku znajdowały się mieszkania prywatne. Obecnie podobnie jak stajnia, budynek w złym stanie technicznym. ANR planuje wyremontować budynki, aktualnie prowadzone są rozeznania cenowe.
Zespół folwarczny (nr rej.: 2647 z 15.07.1998)
Pod koniec XIX wieku, w północnej części wsi wzniesiono również zabudowania folwarczne:
- trzykondygnacyjny, murowany z cegły spichlerz z dwuspadowym dachem krytym papą, zbudowany prawdopodobnie według projektu Zygmunta Grogolewskiego. Spichlerz wyróżnia się architektonicznie na tle pozostałych zabudowań folwarcznych[8][10][11].
- kuźnię, murowaną z cegły, z dwuspadowym dachem krytym dachówką i ozdobnymi szczytami[8][11],
- piętrową, murowaną z cegły i kamienia gorzelnię z wysokim kominem i dachem dwuspadowym krytym papą[8][11].

Pomniki przyrody
Poza większymi drzewami w parku dworskim, w Oporowie przy drodze do Dobrojewa rośnie wiąz o obwodzie 273, a na skrzyżowaniu dróg Oporowo – Dobrojewo – Kluczewo – Ordzin rośnie grupa aż 40 wiązów o obwodach do 370 cm i wysokości do 20 metrów.

## Czasy współczesne
Prócz zabytków we wsi znajduje się świetlica wiejska, sklep, kaplica (zaadaptowano budynek po dawnych biurach), krzyż przydrożny i figura Matki Boskiej. We wsi nie ma szkoły, ani przedszkola, na terenie wsi działa jedno Stowarzyszenie – Mieszkańcy Wsi Oporowo, natomiast w CEDIG wpisane jest 6 podmiotów gospodarczych.

## Demografia
Według stanu na koniec 2015 roku liczba mieszkańców wsi wynosiła 193 osoby (dla porównania w 1990 roku 220 osób). Na wskazane 193 osoby 53 są w wieku do 18 lat (34 kobiety i 19 mężczyzn), 111 w wieku 19–60 lat (66 mężczyzn i 45 kobiet) oraz 29 osób powyżej 60 lat (10 mężczyzn i 19 kobiet).

## Urodzeni w Oporowie
- Julia Puszetowa –  polska malarka, baronowa, działaczka społeczna i charytatywna, przewodnicząca Narodowej Organizacji Kobiet w Krakowie[22].